# Myrmeleon quinquemaculatus
Myrmeleon quinquemaculatus — вид сітчастокрилих комах родини мурашиних левів (Myrmeleontidae).

## Поширення
Myrmeleon quinquemaculatus — звичайний і досить поширений мешканець африканських саван. Вид поширений від Камеруну і Танзанії до Південно-Африканської Республіки.